# 奧出雲町
奧出雲町（日语：／ Okuizumo chō */?）是島根縣仁多郡的一町。于2005年3月31日由仁多町與横田町合併而成。

## 历史与文化

### 炼钢
由于区内广泛分布周含有丰富磁铁矿的花岗岩、水利条件及丰富的木材资源等炼制优质铁的重要条件。自炼铁工艺从朝鲜半岛传入后，就在弥生时代至古坟时代迅速发展，也因如此使奥出云町拥有与半岛及平野地区所没有的独特文化。目前奥出云町还保留及使用着日本仅有的一台传统炼钢技术的“脚踏风箱”。

### 沿革
- 1889年4月1日：實施町村制，現在轄區在當時分屬：仁多郡三成村、布勢村、龜嵩村、阿井村、三澤村、橫田村、鳥上村、八川村、馬木村。
- 1941年7月1日：
  - 三成村改制為三成町。
  - 橫田村改制為橫田町。
- 1955年4月15日：三成町、布勢村、龜嵩村、阿井村、三澤村合併為仁多町。
- 1957年9月20日：橫田町、鳥上村、八川村、馬木村合併為斐上町。
- 1958年11月1日：斐上町改名為横田町。
- 2005年3月31日：横田町與仁多町合併為奧出雲町。[1]

### 變遷表
| 1889年4月1日 | 1889年 - 1926年 | 1926年 - 1954年     | 1955年 - 1989年      | 1955年 - 1989年            | 1989年 - 現在          | 現在                   |
| ------------ | --------------- | ------------------- | -------------------- | -------------------------- | ---------------------- | ---------------------- |
| 三成村       | 三成村          | 1941年7月1日 三成町 | 1955年4月15日 仁多町 | 1955年4月15日 仁多町       | 2005年3月31日 奧出雲町 | 2005年3月31日 奧出雲町 |
| 布勢村       |                 |                     | 1955年4月15日 仁多町 | 1955年4月15日 仁多町       | 2005年3月31日 奧出雲町 | 2005年3月31日 奧出雲町 |
| 龜嵩村       |                 |                     | 1955年4月15日 仁多町 | 1955年4月15日 仁多町       | 2005年3月31日 奧出雲町 | 2005年3月31日 奧出雲町 |
| 阿井村       |                 |                     | 1955年4月15日 仁多町 | 1955年4月15日 仁多町       | 2005年3月31日 奧出雲町 | 2005年3月31日 奧出雲町 |
| 三澤村       |                 |                     | 1955年4月15日 仁多町 | 1955年4月15日 仁多町       | 2005年3月31日 奧出雲町 | 2005年3月31日 奧出雲町 |
| 橫田村       | 橫田村          | 1941年7月1日 橫田町 | 1957年9月20日 斐上町 | 1958年11月1日 改名為橫田町 | 2005年3月31日 奧出雲町 | 2005年3月31日 奧出雲町 |
| 鳥上村       |                 |                     | 1957年9月20日 斐上町 | 1958年11月1日 改名為橫田町 | 2005年3月31日 奧出雲町 | 2005年3月31日 奧出雲町 |
| 八川村       |                 |                     | 1957年9月20日 斐上町 | 1958年11月1日 改名為橫田町 | 2005年3月31日 奧出雲町 | 2005年3月31日 奧出雲町 |
| 馬木村       |                 |                     | 1957年9月20日 斐上町 | 1958年11月1日 改名為橫田町 | 2005年3月31日 奧出雲町 | 2005年3月31日 奧出雲町 |

## 交通

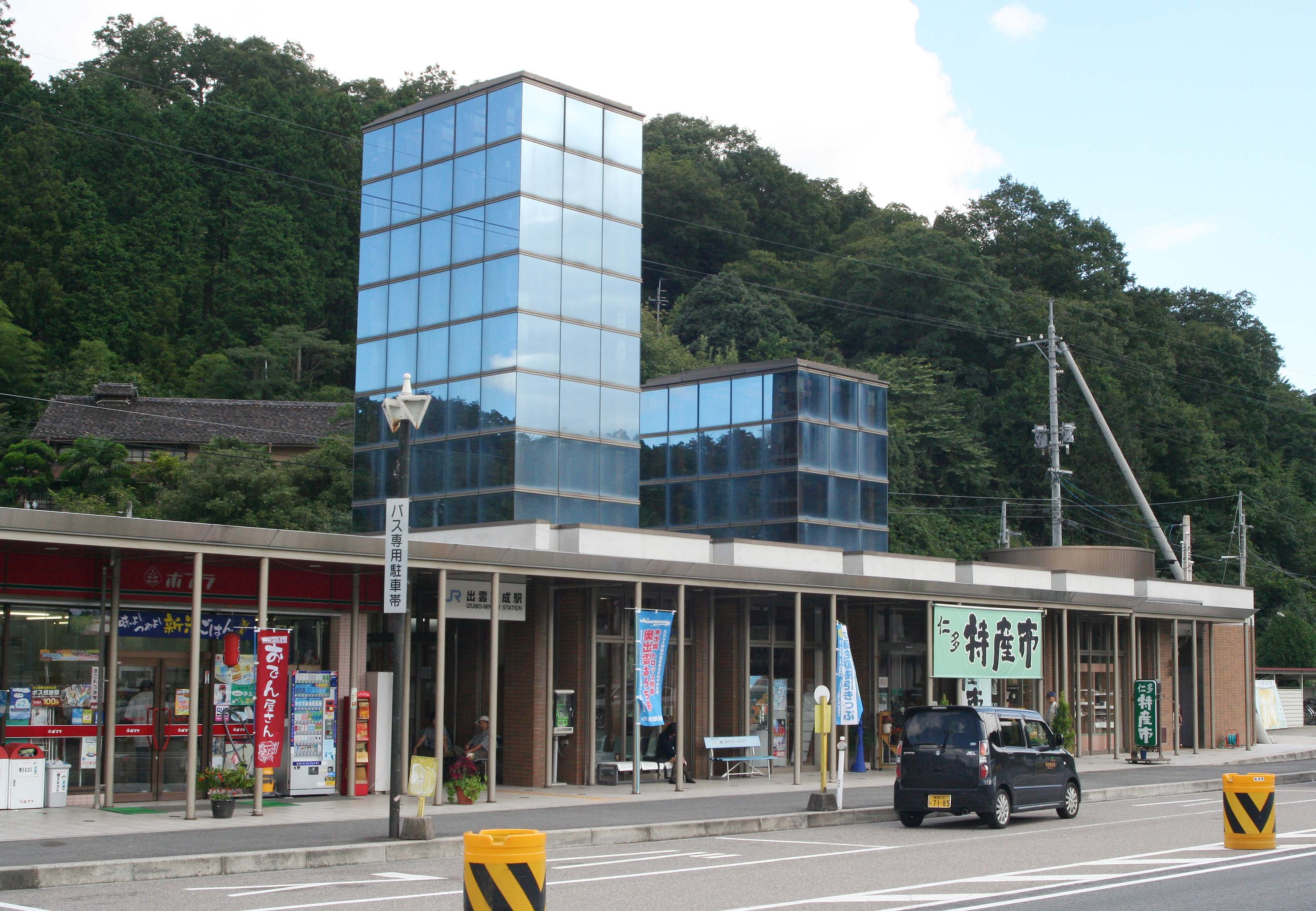
出雲三成車站

### 鐵路
- 西日本旅客鐵道
  - 木次線：（←雲南市） - 出雲八代車站 - 出雲三成車站 - 龜嵩車站 - 出雲橫田車站 - 八川車站 - 出雲坂根車站 - 三井野原車站 - （原市）

### 道路

#### 一般國道
- 國道314號（日语：国道314号）
- 國道432號（日语：国道432号）

## 觀光資源
- 斐乃上溫泉
- 鬼之舌震
- 岩屋寺
- 可部屋集成館
- 絲原記念館
- 日本美術刀劍保存協會鑪 （日本刀的原料「玉鋼、和鋼」的生產工具）

## 外部連結
- （日語） 奧出雲町商工會 （页面存档备份，存于）